# John Hope, 4:e earl av Hopetoun

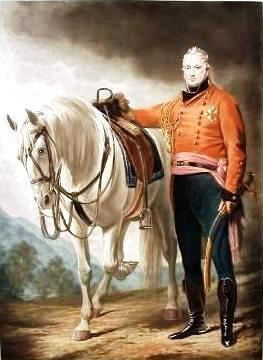
John Hope, 4:e earl av Hopetoun.

John Hope, 4:e earl av Hopetoun, född den 17 augusti 1765 i Abercorn, West Lothian, död den 27 augusti 1823 i Paris, var en skotsk militär. Han var son till John Hope, 2:e earl av Hopetoun.

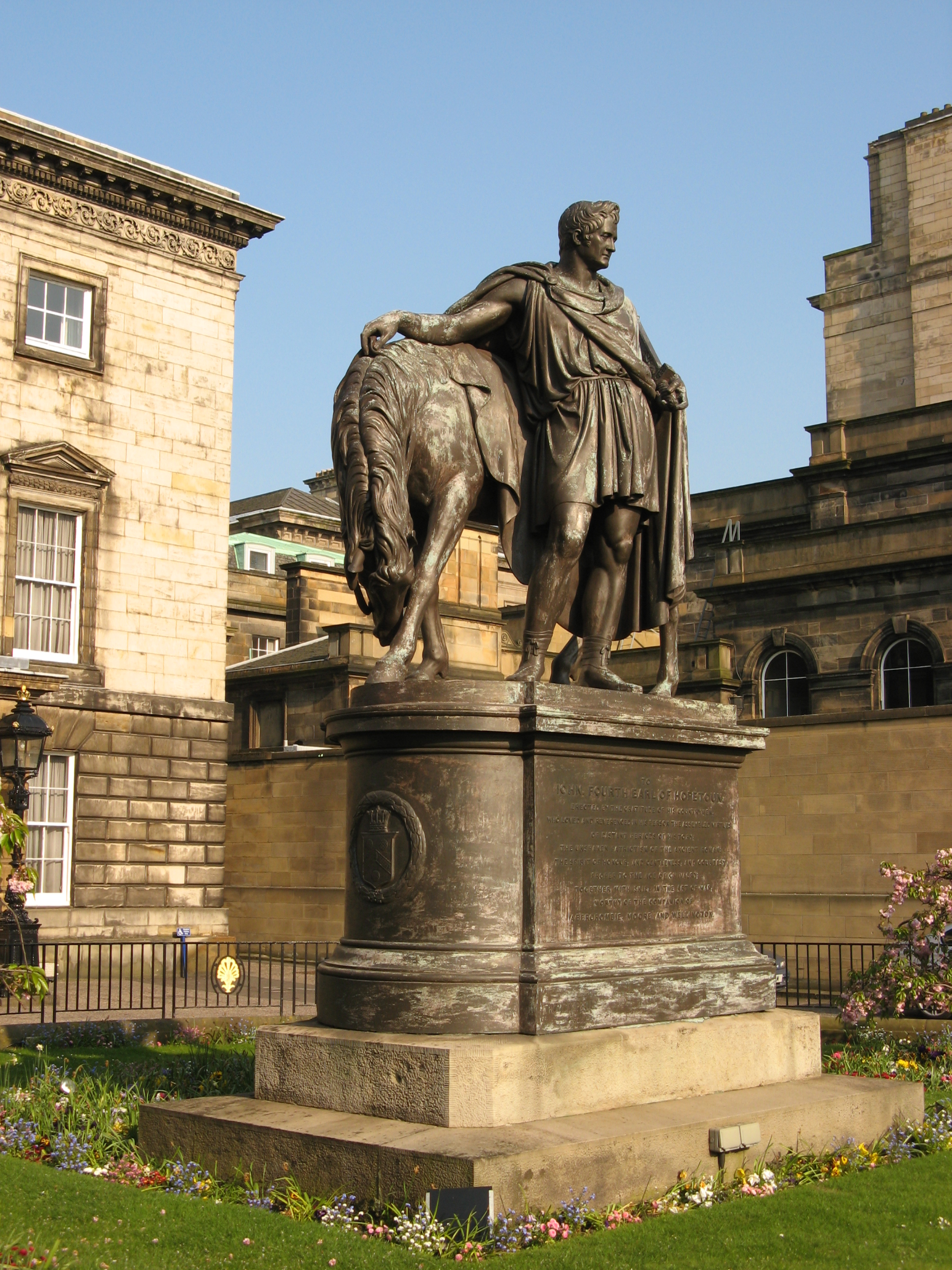
Earlens av Hopetoun staty i Edinburgh.

Hope utmärkte sig under krigen mot Napoleon först i Egypten 1801, sedan från 1808 på Pyreneiska halvön, där han var en av Wellingtons underbefälhavare. Hope deltog som närmaste man under sir John Moore i dennes expedition till Sverige 1808. Han ärvde earltiteln efter sin halvbrors död 1817 och blev general 1819. En staty över Hope är rest i Edinburgh.